# Iolaus cervinus
Iolaus cervinus är en fjärilsart som beskrevs av Johannes Karl Max Röber 1887. Iolaus cervinus ingår i släktet Iolaus och familjen juvelvingar. Inga underarter finns listade i Catalogue of Life.